# Lars Koslowski
Lars Koslowski (nacido el 22 de mayo de 1971) es un tenista profesional alemán. Su mejor ranking individual fue el N.º 63 alcanzado el 15 de junio de 1992.